# Canton de Marseille-Saint-Giniez
Le canton de Marseille-Saint-Giniez est une ancienne division administrative française située dans le département des Bouches-du-Rhône, dans l'arrondissement de Marseille. Ancien canton de Marseille-XII.

## Composition
Le canton de Marseille-Saint-Giniez se composait d’une fraction de la commune de Marseille. Il comptait 36 139 habitants (population municipale) au 1er janvier 2012.
| Nom                   | Code Insee | Intercommunalité                   | Population (dernière pop. légale)                |
| --------------------- | ---------- | ---------------------------------- | ------------------------------------------------ |
| Marseille (chef-lieu) | 13055      | Métropole d'Aix-Marseille-Provence | Fraction : 36 139(2012) Commune : 862 211 (2016) |

Quartiers de Marseille inclus dans le canton (partie du 8e arrondissement) :
- Saint-Giniez
- Le Rouet
- Périer
- La Plage
- Sainte-Anne

## Représentation
Canton créé en 1901 (partie de l'ancien 8e canton).

### Conseillers généraux de 1833 à 2015
| Période        | Période          | Identité                 | Étiquette           | Qualité |
| -------------- | ---------------- | ------------------------ | ------------------- | --- |
| 1901           | 1922             | Louis Sacoman            | Socialiste puis PRS | Fabricant de briques, puis éclusier et garde du canal, Marseille                                                                        |
| 1922           | 1928             | Elisée Petit (1883-1953) | Soc.ind.            | Commerçant puis comptable Adjoint au Maire de Marseille                                                                                 |
| 1928           | 1934 (décès)     | Raoul Pollak             | PSdF                | Bijoutier |
| 1934           | 1940             | Albert Lucchini          | SFIO                | Agent comptable au Bureau de bienfaisance Député (1934-1940)                                                                            |
|                |                  |                          |                     | |
| 1945           | 1973             | Jean Masse               | SFIO puis PS        | Employé Député (1956-1958 et 1962-1968) Adjoint au Maire de Marseille                                                                   |
| 1973           | 1982             | Pierre Lucas             | UDR puis DVD        | Professeur Député (1968-1973) |
| 1982           | 1988             | Jean-Claude Gaudin       | UDF-PR              | Professeur d'histoire et de géographie Député (1978-1989) Président du Conseil Régional (1986-1998)                                     |
| 1988           | 2002 (démission) | Dominique Tian           | UDF-PR puis UMP     | Gérant de sociétés Suppléant de Jean-François Mattéi (1997-2002) Député (2002-2017) Maire des 6ème et 8ème arrondissements de Marseille |
| 6 octobre 2002 | 2015             | Martine Vassal           | UMP                 | Adjointe au maire de Marseille (Relations internationales et européennes) Présidente du groupe UMP et apparentés                        |

### Conseillers d'arrondissement (de 1833 à 1940)
| Période                                  | Période           | Identité                          | Étiquette | Qualité |
| ---------------------------------------- | ----------------- | --------------------------------- | --------- | --- |
| 1913                                     | 1919              | Jean-Baptiste Michel dit Esquiros |           | Conseiller municipal de Plan-de-Cuques-Allauch, Président du Conseil d'arrondissement                       |
| 1919                                     | 1925              | François Gay                      | SFIO      | Cordonnier                                                                                                  |
| 1925                                     | 1925 (annulation) | Marius Masse                      | SFIO      | Liquoriste                                                                                                  |
| 1925                                     | 1931              | Raymond Honnorat                  | URD       | Industriel                                                                                                  |
| 1931                                     | 1937              | Marius Masse                      | SFIO      | Liquoriste, conseiller municipal de Marseille                                                               |
| 1937                                     | 1940              | Louis Rampal                      | SFIO      | Artisan carrossier à Marseille                                                                              |
| 1940                                     |                   |                                   |           | Les conseils d'arrondissement ont été suspendus par la loi du 12 octobre 1940 et n'ont jamais été réactivés |
| Les données manquantes sont à compléter. |                   |                                   |           | |

## Photos
|  |  |

## Démographie
| 1982 | 1990   | 1999   | 2006   | 2011   | 2012   |
| ---- | ------ | ------ | ------ | ------ | ------ |
| -    | 48 162 | 46 524 | 36 337 | 36 307 | 36 139 |